# Hawesta
Die Hawesta Feinkost Hans Westphal GmbH & Co. KG war ein Fisch- und Feinkostunternehmen in Lübeck, das von 1909 bis 2023 produzierte. Zuletzt beschäftigte es in Lübeck-Schlutup rund 200 Mitarbeiter. Täglich wurden im Werk bis zu 300.000 Fischkonserven gefertigt. Der Unternehmensname (Firma) leitete sich von dem Namen des Unternehmensgründers Hans Westphal und dem seiner Ehefrau Maria ab und wurde als Marke geschützt. Persönlich haftender Gesellschafter ist die Seafood Beteiligungs- und Verwaltungs GmbH, zu der auch der an gleicher Adresse wie Hawesta ansässige Fischkonservenhersteller Artur Heymann GmbH & Co. KG gehört (Eigenmarke „Heyco“ sowie Handelsmarken).

## Geschichte
Das Unternehmen wurde im Jahr 1909 vom Ehepaar Hans und Maria Westphal gegründet. 1930 begann man mit der Produktion von Fischvollkonserven nach spanischem und norwegischem Vorbild. 2006 erreichte Hawesta einen Umsatz von rund 47 Millionen Euro, im Jahr 2007 62 Mio. Euro. Nach einem starken Umsatzrückgang 2008 auf rund 56 Mio. Euro, verbunden mit massiven Entlassungen, übernahm im Jahr 2009 die Rügen Fisch AG das Unternehmen. Ende 2015 machte der asiatische Fischverarbeiter Thai Union ein Angebot für die Übernahme eines Mehrheitsanteils an der Unternehmensgruppe Rügen Fisch, dem die bisherigen Gesellschafterfamilien zustimmten. Die Transaktion wurde nach kartellrechtlicher Genehmigung Ende Januar 2016 vollzogen. Nach der Übernahme der restlichen Unternehmensanteile wurde Hawesta als Teil der Rügen Fisch Gruppe seit Mai 2021 ein 100%iges Tochterunternehmen der Thai Union.
Im Juni 2022 wurde die Schließung des Werkes in Lübeck-Schlutup zum März 2023 angekündigt. Die Produktion wurde nach Sassnitz verlegt und von Rügen Fisch übernommen. Die Produktion in Lübeck wurde am 29. April 2023 eingestellt.
Die Verwaltung befindet sich seit Anfang 2023 in Hamburg-Altona.